# حصة استخدام أنظمة التشغيل

أنظمة التشغيل الأكثر استخدامًا في كل بلد أو تبعية
أندرويد (نظام تشغيل)
مايكروسوفت ويندوز
آي أو إس
No data

نسبة استخدام أنظمة التشغيل هي النسبة المئوية لأجهزة الحوسبة التي تعمل على كل نظام تشغيل في أي وقت محدد. جميع هذه الأرقام هي بالضرورة تقديرات لأن البيانات حول مشاركة نظام التشغيل يصعب الحصول عليها؛ هناك عدد قليل من المصادر الأولية الموثوقة  –  ولا توجد منهجيات متفق عليها لجمعها.
في منطقة منصة الحوسبة الشخصية للهواتف الذكية والساعات، يهيمن أندرويد مع أكثر من 2.5 مليار مستخدم. تشمل أنظمة التشغيل الأخرى للهاتف المحمول آي أو إس وKaiOS وSeries 30+ .
في مجال أجهزة الكمبيوتر المكتبية والكمبيوتر المحمول ، يتجاوز نظام التشغيل مايكروسوفت ويندوز بشكل عام 70٪ في معظم الأسواق و 77٪ على مستوى العالم، وماك أو إس من أبل بحوالي 13٪، و GoogleOS Chrome بنحو 6٪ (في الولايات المتحدة) و لينكس بحوالي 2٪. كل هذه الأرقام تختلف إلى حد ما في الأسواق المختلفة، وهذا يتوقف على كيفية جمعها.
أندرويد أكثر شعبية من ويندوز على مستوى العالم؛ حارب ويندوز للحصول على الرتبة الأكثر استخدامًا مع تبديل الجوانب، لكن لديه حاليًا استخدامًا بنسبة 15٪ (أو أكثر من 5 في المائة). على المستوى العالمي، لم يتمكن نظام التشغيل iOS من إدارة ما يقرب من نصف شعبية نظام ويندوز؛ ومع ذلك، فإن أنظمة تشغيل الأجهزة المحمولة (Android plus iOS) لها النسبة الأكبر من الاستخدام (في معظم البلدان المكتظة بالسكان، بما في ذلك الولايات المتحدة، حيث iOS وحده أكثر شعبية من ويندوز  ) على الأجهزة غير المحمولة (Windows و macOS مثلاً)، ولديه ما يقرب من عامين،  الغالب لأن أندرويد كان ولا يزال أكثر شعبية من ويندوز. لا تزال هناك دول وقارات لم تكن فيها الأجهزة المحمولة في أي مكان بالقرب من تلك الشعبية، بينما في جميع القارات، أصبحت بعض الدول ذات أغلبية متنقلة وما زالت، بما في ذلك أيرلندا (حيث كان نظام التشغيل iOS لوحده أكثر شيوعًا من ويندوز، ثم أندرويد وحده  ) في أوروبا؛ أكثر البلدان اكتظاظا بالسكان والقارة الأكثر اكتظاظا بالسكان، وآسيا ككل (على سبيل المثال الصين والهند باستثناء على سبيل المثال روسيا)، لا تزال الأغلبية في الاجهزة المحمولة بنسبة 56.37 ٪.
بالنسبة لخوادم الإنترنت العامة، يتم اعتبار لينكس عامًا على أنه مهيمن، حيث يعمل على ضعف عدد المضيفين على ويندوز سيرفر  – الذي يتخلف عن العديد من اللاعبين الأصغر بما في ذلك أنظمة تشغيل المركزية التقليدية.
يسيطر لينكس بالكامل على مجال الحاسوب العملاق  – مع 100 ٪ من توب 500 يعمل الآن على نظام التشغيل هذا.

## شحنات الأجهزة في جميع أنحاء العالم
| Device shipments, 2015       | Device shipments, 2015 | Device shipments, 2015 | Device shipments, 2015 | Device shipments, 2015 |
| ---------------------------- | ---------------------- | ---------------------- | ---------------------- | ---------------------- |
|                              |                        |                        |                        |                        |
| أندرويد (نظام تشغيل)         | أندرويد (نظام تشغيل)   |                        | 54.16%                 | 54.16%                 |
| آي أو إس/ماك أو إس           | آي أو إس/ماك أو إس     |                        | 12.37%                 | 12.37%                 |
| مايكروسوفت ويندوز            | مايكروسوفت ويندوز      |                        | 11.79%                 | 11.79%                 |
| Other                        | Other                  |                        | 21.66%                 | 21.66%                 |
|                              |                        |                        |                        |                        |
| OS Device Shipments, غارتنر ‏ |                        |                        |                        |                        |

| مصدر   | عام                      | ذكري المظهر         | دائرة الرقابة الداخلية / ماك   | شبابيك              | الآخرين |
| ------ | ------------------------ | ------------------- | ------------------------------ | ------------------- | ------- |
| غارتنر | 2017 (2.278 مليار دولار) |                     |                                |                     |         |
| غارتنر | 2016 (2.332 مليار دولار) |                     | 10.63 ٪ (248 مليون)            | 11.2 ٪ (260 مليون)  |         |
| غارتنر | 2015 (2.4 مليار دولار)   | 54.16 ٪ (1.3 مليار) | 12.37 ٪ (297 مليون) macOS = 1٪ | 11.79 ٪ (283 مليون) | 21.66 ٪ |
| غارتنر | 2014                     | 48.61 ٪             | 11.04٪                         | 14.0 ٪              | 26.34 ٪ |
| غارتنر | 2013                     | 38.51 ٪             | 10.12 ٪                        | 13.98 ٪             | 37.41 ٪ |
| غارتنر | 2012                     | 22.8 ٪              | 9.6 ٪                          | 15.62 ٪             | 51.98 ٪ |

## عملاء الويب
| \| Web clients' OS family statistics \| Web clients' OS family statistics \| Web clients' OS family statistics \| Web clients' OS family statistics \| Web clients' OS family statistics \| \| --------------------------------- \| --------------------------------- \| --------------------------------- \| --------------------------------- \| --------------------------------- \| \| \| \| \| \| \| |  |  |  |  |
| Web clients' OS family statistics |  |  |  |  |
| |  |  |  |  |

| Source                   | Date                   | Microsoft Windows (kernel): ▼35.78% | Microsoft Windows (kernel): ▼35.78% | Microsoft Windows (kernel): ▼35.78% | Microsoft Windows (kernel): ▼35.78% | Microsoft Windows (kernel): ▼35.78% | Microsoft Windows (kernel): ▼35.78% | Microsoft Windows (kernel): ▼35.78% | Apple XNU: ▲19.95% | Apple XNU: ▲19.95% | Linux kernel: ▲40.36% | Linux kernel: ▲40.36% | Linux kernel: ▲40.36% | Others: ▲3.9%  |
| Source                   | Date                   | 10                                  | 8/8.1                               | 7                                   | Vista                               | XP                                  | WP&RT                               | Other                               | macOS              | iOS                | Linux                 | Android               | Other                 | Others: ▲3.9%  |
| ------------------------ | ---------------------- | ----------------------------------- | ----------------------------------- | ----------------------------------- | ----------------------------------- | ----------------------------------- | ----------------------------------- | ----------------------------------- | ------------------ | ------------------ | --------------------- | --------------------- | --------------------- | -------------- |
| W3Counter                | اعتبارًا من يونيو 2019  | ▲16.23%                             | قالب:Unchecked                      | ▲14.32%                             | قالب:Unchecked                      | قالب:Unchecked                      | قالب:Unchecked                      | قالب:Unchecked                      | ▲3.58%             | ▲13.54             | قالب:Unchecked        | ▼38.76%               | قالب:Unchecked        | قالب:Unchecked |
| W3Counter                | اعتبارًا من يونيو 2018  | ▼11.14                              | قالب:Unchecked                      | ▼12.29%                             | قالب:Unchecked                      | قالب:Unchecked                      | قالب:Unchecked                      | قالب:Unchecked                      | ▼2.80%             | ▼10.68%            | قالب:Unchecked        | ▲53.21%               | قالب:Unchecked        | قالب:Unchecked |
| W3Counter                | اعتبارًا من ديسمبر 2016 | ▼13.79                              | ▼4.54%                              | ▼18.45%                             | قالب:Unchecked                      | قالب:Unchecked                      | قالب:Unchecked                      | قالب:Unchecked                      | ▼4.45%             | ▼12.60%            | ▲3.8%                 | ▲34.37%               | قالب:Unchecked        | ▼8%            |
| StatCounter Global Stats | Mar 2017               | ▲12.98%                             | ▼4.57%                              | ▼17.84%                             | ▼0.41%                              | ▼2.07%                              | 0%                                  | ▼0.06%                              | ▲5.17%             | ▲13.09%            | ▼0.75%                | ▲37.93%               | 0.76%                 | ▲7.21%         |
| StatCounter Global Stats | Dec 2016               | ▲12.5%                              | ▼4.79%                              | ▼18%                                | ▼0.46%                              | ▼2.24%                              | ▼0.64%                              | ▲0.09%                              | ▼4.92%             | ▲12.71%            | 0.86%                 | ▲37.8%                | ▲0.72%                | ▼4.61%         |
| StatCounter Global Stats | اعتبارًا من أكتوبر 2016 | ▲12.08%                             | ▼5.21%                              | ▼18.97%                             | ▼0.6%                               | ▼2.44%                              | ▼0.7%                               | ▲0.05%                              | ▲5.3%              | ▲12.04%            | ▼0.85%                | ▲34.46%               | ▼0.63%                | ▼6.67%         |
| StatCounter Global Stats | اعتبارًا من مايو 2016   | ▲10.27%                             | ▼6.68%                              | ▼22.25%                             | ▼0.73%                              | ▼3.44%                              | ▲0.83%                              | ▼0.8%                               | ▼5.05%             | ▲11.38%            | ▼0.91%                | ▲31.6%                | ▲0.64%                | ▲6.15%         |
| StatCounter Global Stats | اعتبارًا من ديسمبر 2015 | ▲6.67%                              | ▼8.5%                               | ▼26.66%                             | ▼1.0%                               | ▼4.75%                              | ▲0.92%                              | ▲0.2%                               | ▲5.51%             | ▲10.82%            | ▲1.03%                | ▲27.01%               | 0.36%                 | ▲6.57%         |
| Wikimedia                | اعتبارًا من ديسمبر 2016 | 14.0%                               | 4.65%                               | 18.0%                               | 0.43%                               | 1.70%                               | 0.93%                               | 0.50%                               | 5.4%               | 19.0%              | 0.80%                 | 23.0%                 | 0.30%                 | 11.29%         |

ملاحظات

## أجهزة سطح المكتب وأجهزة الكمبيوتر المحمول
| Desktop/Laptop operating system browsing statistics                                                                | Desktop/Laptop operating system browsing statistics | Desktop/Laptop operating system browsing statistics | Desktop/Laptop operating system browsing statistics | Desktop/Laptop operating system browsing statistics |
| --- | --------------------------------------------------- | --------------------------------------------------- | --------------------------------------------------- | --------------------------------------------------- |
| |                                                     |                                                     |                                                     |                                                     |
| مايكروسوفت ويندوز                                                                                                  | مايكروسوفت ويندوز                                   |                                                     | 87.76%                                              | 87.76%                                              |
| ماك أو إس | ماك أو إس                                           |                                                     | 9.61%                                               | 9.61%                                               |
| لينكس | لينكس                                               |                                                     | 2.06%                                               | 2.06%                                               |
| Unknown | Unknown                                             |                                                     | 0.38%                                               | 0.38%                                               |
| كروم أو إس | كروم أو إس                                          |                                                     | 0.18%                                               | 0.18%                                               |
| توزيعة برمجيات بيركلي                                                                                              | توزيعة برمجيات بيركلي                               |                                                     | 0.01%                                               | 0.01%                                               |
| |                                                     |                                                     |                                                     |                                                     |
| Desktop OS market share according to NetMarketShare for September 2019. Chrome OS is also based on the نواة لينكس. |                                                     |                                                     |                                                     |                                                     |